# Élections municipales françaises de 1965
 (décembre 2019).
Si vous disposez d'ouvrages ou d'articles de référence ou si vous connaissez des sites web de qualité traitant du thème abordé ici, merci de compléter l'article en donnant les références utiles à sa vérifiabilité et en les liant à la section « Notes et références ».
Les élections municipales ont lieu les 14 et 21 mars 1965.

## Résultats
| Tendances      | Nombres d'élus | Pourcentage d'élus par parti |
| -------------- | -------------- | ---------------------------- |
| Extrême gauche | 13 195         | 2,8 %                        |
| PCF            | 17 250         | 3,7 %                        |
| SFIO           | 41 004         | 8,7 %                        |
| PR             | 25 088         | 5,3 %                        |
| Divers gauche  | 61 714         | 13,2 %                       |
| UNR            | 40 115         | 8,5 %                        |
| RI             | 17 136         | 3,7 %                        |
| MRP            | 25 710         | 5,5 %                        |
| CNI            | 25 767         | 5,5 %                        |
| Divers droite  | 201 202        | 42,9 %                       |
| Extrême droite | 755            | 0,2 %                        |
| Total          | 468 932        | 100 %                        |
| Source : Quid  |                |                              |

## L'élection dans les grandes villes

### Aix-en-Provence
Maire sortant : Henri Mouret (SFIO puis SE/DVD) : 1945-1965
Résultats
- Premier tour

|                 | Liste                                                | Nombre de voix | Résultats |           |
| G. Collomb      | PCF                                                  |                | 17,05 %   | Ballotage |
| Félix Ciccolini | “Union Démocratique et Sociale” (SFIO-RAD-MRP/CD-SE) |                | 26,66 %   | Ballotage |
| Henri Mouret    | Liste modérée (DVD-SFIO diss.-MRP diss.-CNIP)        |                | 35,72 %   | Ballotage |
|                 | UNR                                                  |                | 20,57 %   | Retiré    |

- Second tour

|                 | Liste                                                  | Nombre de voix | Résultats | Sièges         |
| G. Collomb      | PCF                                                    |                | 13,19 %   |                |
| Félix Ciccolini | « Union Démocratique et Sociale » (SFIO-RAD-MRP/CD-SE) | 12 535         | 43,39 %   | 37 (1967-1971) |
| Henri Mouret    | Liste modérée (DVD-SFIO diss.-MRP diss.-CNIP)          | 12 584         | 43,42 %   | 37 (1965-1967) |

- Élection annulée par le Tribunal administratif de Marseille le 16 juin 1965[1],[2]. Mouret et Ciccolini en appellent au Conseil d'État qui, dans un arrêt en date du 13 janvier 1967 annule les résultats du 21 mars 1965 et proclame victorieuse la liste de gauche avec 41 voix d'avance[2]. Ainsi, Félix Ciccolini devient maire d'Aix-en-Provence le 27 janvier de la même année.

### Amiens
Maire sortant : Maurice Vast (DVG) : 1959-1965
Principaux candidats
- M. Goret (SFIO), liste “Union démocratique” : Parti communiste français (PCF) - Section française de l'Internationale ouvrière (SFIO) - Parti socialiste unifié (PSU) - Parti radical-socialiste (Radicaux de gauche)
- Maurice Vast (DVG) : Union pour la nouvelle République (UNR) - Centre national des indépendants et paysans (CNIP) - Mouvement républicain populaire (MRP) - Section française de l'Internationale ouvrière diss. (ex-SFIO)

Résultats
- Premier tour

|              | Liste                                  | Nombre de voix | Résultats |    |
| Goret        | Union démocratique (PCF-SFIO-PSU-PRRS) | 21 796         | 42,2 %    | -  |
| Maurice Vast | DVG (SFIO diss.)-MRP-CNIP-UNR          | 29 843         | 57,8 %    | 37 |

- Premier tour : Inscrits : 63 318 - Votants : 53 108 - Exprimés : 51 639

### Annecy
Maire sortant : Charles Bosson (MRP/CD) : 1954-1965
Résultats
- Premier tour

|                | Liste                                 | Résultats | Sièges                     |    |
|                | PCF                                   | 3 080     | 23,11 %                    | -  |
| Charles Bosson | Liste sociale-centriste (MRP/CD-SFIO) | 10 246    | 76,88 %                    | 35 |
|                | UNR                                   | -         | Liste déclarée irrecevable | -  |

Inscrits : 29 355 - Votants : 19 459 - Exprimés : 13326

### Argenteuil
Maire sortant : Victor Dupouy (PCF) : 1945-1965
Résultats
|               | Liste                                 | Nombre de voix | Résultats |
| Victor Dupouy | Liste du Parti communiste (PCF)       | 20 020         | 63,53 %   |
|               | Liste radicale-socialiste (SFIO-PRRS) | 4 469          | 14,18 %   |
|               | UNR-MRP-CNIP                          | 7 024          | 22,28 %   |

### Arras
Maire sortant : Guy Mollet (SFIO) : 1945-1965
Résultats
- Premier tour

|               | Liste                             | Résultats | Sièges                         |
| Gaston Coquel | PCF-PSU                           | 18,6 %    |                                |
| Guy Mollet    | Liste socialocentriste (SFIO-MRP) | 51,8 %    | 33 (SFIO 18, MRP 14, DIVERS 1) |
| Jean Dhôtel   | UNR-CNIP                          | 29,5 %    |                                |

### Aubervilliers
Maire sortant : André Karman (PCF) 1957-1965
Résultats
- Premier tour

|              | Liste                          | Nombre de voix | Résultats |
| André Karman | Union Démocratique- (PCF-SFIO) | 19 599         | 100 %     |

- Premier tour : Inscrits : 34297. Votants : 24449. Exprimés : 19599.

### Avignon
Maire sortant : Henri Duffaut (SFIO) : 1958-1965
Résultats
- Premier tour

|               | Liste                                   | Résultats |
|               | PCF-PSU                                 | 29 %      |
| Henri Duffaut | Liste sociale-centriste (SFIO-MRP-CNIP) | 57,4 %    |
|               | UNR                                     | 13,5 %    |

### Besançon
Maire sortant : Jean Minjoz (SFIO) 1953-1965
Résultats
- Premier tour

|             | Liste                                       | Résultats |
|             | PCF-PSU                                     | 11,1 %    |
| Jean Minjoz | Liste sociale-centriste (SFIO-MRP-Radicaux) | 56,2 %    |
|             | UNR-CNIP                                    | 32,6 %    |

### Béziers
Maire sortant : Émile Claparède (PRRS) : 1953-1965
Résultats
- Premier tour

|                 | Liste                                        | Nombre de voix | Résultats | Sièges |
| Lazare          | PCF                                          | 8 311          | 30,11 %   |        |
| Émile Claparède | Liste sociale-centriste (PRRS-SFIO-MRP-CNIP) | 19 282         | 69,88 %   | 33     |

Maire: Émile Claparède (PRRS)

### Bourges
- Maire sortant : Raymond Boisdé (CNIP puis RI) : 1959-1965

Principaux candidats
- Liste “Union démocratique” : Parti communiste français (PCF)
- Liste “Union municipale et Action Sociale” du centre droit au centre gauche : Républicains indépendants (RI) - Union pour la nouvelle République (UNR) - Mouvement républicain populaire (MRP) - Section française de l'Internationale ouvrière (SFIO)

Résultats
- Premier tour

|                | Liste                                           | Nombre de voix | Résultats | Sièges |
| Henri Perrier  | “Union democratique” (PCF)                      | 8 612          | 34,28 %   | -      |
| Raymond Boisdé | Liste de centre-droit (CNIP - UNR - MRP - SFIO) | 16 504         | 65,71 %   | 35     |

### Châlons-sur-Marne
- Maire sortant : Paul Simonot (UNR) 1959-1965

Résultats
- Premier tour

|               | Liste                               | Résultats | Sièges |
| Jean Reyssier | “Union Democratique” (PCF-SFIO-PSU) | 42,4 %    | -      |
| Jean Degraeve | Union de la droite (UNR-CNI-MRP)    | 57,6 %    | 35     |

### Chambéry
- Maire sortant : Pierre Dumas (UNR) 1959-1965

Principaux candidats
- liste “Union démocratique” : Parti communiste français (PCF) - Section française de l'Internationale ouvrière (SFIO)- Parti socialiste unifié (PSU)
- Pierre Dumas, liste de centre droit : Union pour la nouvelle République (UNR) - Centre national des indépendants et paysans (CNIP) - Mouvement républicain populaire (MRP)

Résultats
- Premier tour

|              | Liste                               | Nombre de voix | Résultats | Sièges |
|              | “Union Democratique” (PCF-SFIO-PSU) | 5 513          | 35,40 %   | -      |
| Pierre Dumas | Liste de centre-droit (UNR-CNI-MRP) | 10 053         | 64,60 %   | 35     |

### Chartres
Maire sortant : Joseph Pichard (MRP/CD) : 1955-1965
Résultats
- Premier tour

|                | Liste                                          | Résultats | Sièges |
|                | PCF-PSU                                        | 20,4 %    |        |
| Joseph Pichard | Liste sociale-centriste (MRP/CD-SFIO-CNIP-RAD) | 65,09 %   | 35     |
|                | UNR                                            | 14,50 %   |        |

### Cherbourg
- Maire sortant : Jacques Hébert (UNR), maire de Cherbourg : 1959-1965

Principaux candidats
- D. Crespel, liste “Union de la gauche” : Section française de l'Internationale ouvrière (SFIO) - Parti communiste français (PCF) Parti socialiste unifié (PSU) - Parti radical-socialiste (Radicaux de gauche)
- Jacques Hébert, liste “Action municipale et sociale” : Union pour la nouvelle République (UNR) - Mouvement républicain populaire (MRP) - Centre national des indépendants et paysans (CNIP)

Résultats
- Premier tour

|                | Liste                                                   | Nombre de voix | Résultats |    |
| D. Crespel     | "Union Démocratique" (SFIO- PCF-PSU-Radicaux de gauche) | 5 547          | 40,78 %   | -  |
| Jacques Hébert | “Action municipale et sociale” (UNR-MRP-CNIP)           | 8 054          | 59,21 %   | 27 |

- Premier tour : Inscrits : 19 968 - Votants : 14 196 - Exprimés : 13 601

### Grenoble
- Maire sortant : Albert Michallon (UNR), maire de Grenoble : 1959-1965

Candidats :
- Raymond Perinetti, liste du Parti communiste français (PCF)
- Hubert Dubedout, liste “Union Socialiste et d'action municipale” : Section française de l'Internationale ouvrière (SFIO) - Parti socialiste unifié (PSU) - Groupe d'action municipale (GAM) - Radicaux de gauche (RDG). La liste comprenait 17 socialistes, 10 socialistes unificateurs, 9 groupistes d'action et un radical de gauche.
- Albert Michallon, liste “d'Entente Municipale” : Union pour la nouvelle République (UNR) - Parti républicain, radical et radical-socialiste (RAD) - Centre national des indépendants et paysans (CNIP) - Mouvement républicain populaire (MRP). La liste comprenait 7 gaullistes, 7 centristes, 7 indépendants-paysans, 6 radicaux-socialistes et 10 sans étiquette.

Résultats
- Premier tour

|                   | Liste                                                        | Nombre de voix | Résultats |           |
| Raymond Perinetti | PCF                                                          | 11 950         | 22,47 %   | Retirée   |
| Hubert Dubedout   | "Union Socialiste et d'action municipale" (SFIO - PSU - GAM) |                | 32,36 %   | Ballotage |
| Albert Michallon  | "Entente Municipale" (UNR - RAD - CNI - MRP)                 |                | 45,16 %   | Ballotage |

- Second tour

|                  | Liste                                                       | Nombre de voix | Résultats | Sièges |
| Hubert Dubedout  | Union Socialiste et d'action municipale" (SFIO - PSU - GAM) |                | 51,83 %   | 37     |
| Albert Michallon | "Entente Municipale" (UNR - RAD - CNI - MRP)                |                | 48,16 %   | -      |

### Le Creusot
Maire sortant : Jean Garnier (RPF/UNR) : 1947-1965
- Premier tour

|              | Liste                                 | Résultats |
|              | “Union Democratique” (PCF-SFIO-PSU)   | 44,0 %    |
| Jean Garnier | “Entente Républicaine” (UNR-CNIP-MRP) | 55,9 %    |

### Le Havre
Maire sortant : Robert Monguillon (SFIO) 1959-1965
Principaux candidats
- René Cance (PCF), liste “Unité d’action des gauches” : Parti communiste français (PCF) - DVG (SFIO diss.)- Union de la gauche socialiste (UGS)
- Robert Monguillon (SFIO), liste : Section française de l'Internationale ouvrière (SFIO) - Centre national des indépendants et paysans (CNIP) - Mouvement républicain populaire (MRP)
- Dubosc (UNR), liste : Union pour la nouvelle République (UNR)

Résultats
- Premier tour

|               | Liste                                   | Nombre de voix | Résultats |           |
| René Cance    | PCF-DVG (PSU-SFIO diss.)                |                | 46,72 %   | Ballotage |
| Monguillon    | Liste sociale-centriste (SFIO-MRP-CNIP) |                | 33,22 %   | Ballotage |
| Michel Dubosc | UNR                                     |                | 20,05 %   | Retiré    |

- Second tour

|            | Liste                                  | Nombre de voix | Résultats | Sièges |
| René Cance | PCF-DVG (PSU-SFIO diss.)               |                | 51,41 %   | 37     |
| Monguillon | Liste socialocentriste (SFIO-MRP-CNIP) |                | 48,58 %   |        |

- Premier tour : Inscrits : 111 473 - Exprimés : 82 565
- Second tour : Inscrits : 111 473 - Exprimés : 86 125

### Lens
Maire sortant : Ernest Schaffner (SFIO) 1947-1965
Résultats
- Premier tour

|                  | Liste    | Nombre de voix | Résultats | Sièges |
| Jeannette Prin   | PCF      | 6 308          | 34,64 %   |        |
| Ernest Schaffner | SFIO/MRP | 11 898         | 65,35 %   | 33     |

Maire: Ernest Schaffner (SFIO). Coalition: SFIO-MRP

### Lorient
Maire sortant : Louis Glotin (DVD) 1947-1965
Résultats
- Premier tour

|                | Liste                                    | Nombre de voix | Résultats |
| Yves Allainmat | "Union Démocratique" (SFIO-PCF-PSU-PRRS) | 12 710         | 52,52 %   |
|                | MRP-UNR-CNIP                             | 11 487         | 47,47 %   |

### Marseille
- Maire sortant : Gaston Defferre (SFIO) 1953-1965

Principaux candidats
- Matalon-Billoux, liste “Union des forces démocratiques” : Parti communiste français (PCF) - DVG (SFIO dissidents)
- Gaston Defferre, liste “Défense et expansion de Marseille” : Section française de l'Internationale ouvrière (SFIO)
- Luccioni, liste “Rassemblement démocratique et national” : Centre national des indépendants et paysans (CNIP) - Mouvement républicain populaire (MRP) - Parti républicain, radical et radical-socialiste (Radicaux) - Rapatriés (DVD)
- Gaullistes dissidents (DVD)
- Comiti, liste “Rénovation de Marseille” : Union pour la nouvelle République (UNR)

Résultats (tous les arrondissements)
- Premier tour

|                 | Liste                                                       | Nombre de voix | Résultats |                                                  |
| Matalon-Billoux | PCF–SFIO diss.                                              | 101 027        | 36,51 %   | 22 élus (PCF : 11, SFIO dissidents : 6, DVG : 5) |
| Gaston Defferre | “Défense et expansion de Marseille” (SFIO)                  | 100 926        | 36,48 %   | 20                                               |
| Luccioni        | “Rassemblement démocratique et national” (CNIP-MRP-RAD-RAP) | 22 054         | 7,95 %    | 21 (CNIP/MRP : 17, RAD/RAP : 4)                  |
|                 | Gaullistes dissidents (DVD)                                 | 2 316          | 0,83 %    |                                                  |
| Comiti          | “Rénovation de Marseille” UNR                               | 50 359         | 18,20 %   | 5                                                |

- Premier tour : Inscrits : 426 630 - Votants : 285 736 - Exprimés : 276 681
- Second tour : Gaston Defferre, coalition sociale-centriste SFIO-centre droit : 41 élus dont 20 socialistes et 21 indépendants-paysans, centristes, radicaux et rapatriés)

### Montluçon
Maire sortant : Jean Nègre (SFIO puis dissident) 1959-1965
Candidats
- Jean Bidault, Parti communiste français (PCF) - Parti socialiste unifié (PSU)
- Jean Nègre (SFIO diss.), Section française de l'Internationale ouvrière (SFIO) - Union pour la nouvelle République (UNR) - Centre national des indépendants et paysans (CNIP) - Mouvement républicain populaire (MRP) - Parti radical-socialiste (RAD)

Résultats
- Premier tour

|              | Liste                 | Nombre de voix | Résultats | Sièges |
| Jean Bidault | PCF - PSU             | 9 628          | 38,15 %   |        |
| Jean Nègre   | SFIO-MRP-CNIP-UNR-RAD | 15 607         | 61,84 %   | 35     |

### Moulins
Maire sortant : Jacques Pligot (CNIP) 1959-1965
Résultats
- Premier tour

|                | Liste                          | Résultats |       |
|                | PCF                            | 24,4 %    | Battu |
|                | SFIO-PRRS                      | 11,6 %    | Battu |
| Jacques Pligot | Liste de droite (CNIP-UNR-MRP) | 62,9 %    | Élu   |

### Nevers
Maire sortant : Jean-Louis Ramey (UNR) : 1959-1965
Résultats
- Premier tour

|                  | Liste                               | Nombre de voix | Résultats |           |
| Barbot           | “Union Democratique” (PCF-SFIO-PSU) | 6 143          | 35,42 %   | Ballotage |
| Louis Mermaz     | RAD-CIR                             | 3 537          | 20,39 %   | Retiré    |
| Jean-Louis Ramey | Union de la droite (UNR-CNI-MRP)    | 7 660          | 44,18 %   | Ballotage |

- Second tour

|                  | Liste                               | Nombre de voix | Résultats |
| Barbot           | “Union Democratique” (PCF-SFIO-PSU) | 7 919          | 44,69 %   |
| Jean-Louis Ramey | Union de la droite (UNR-CNI-MRP)    | 9 799          | 55,30 %   |

### Nîmes
Maire sortant :
Principaux candidatsEdgar Tailhades (SFIO) 1947-1965
- Émile Jourdan, liste "Union des forces démocratiques" : Parti communiste français (PCF) - Convention des institutions républicaines (CIR) - Parti socialiste unifié (PSU) - Divers gauche (SFIO diss.)
- Edgar Tailhades, liste "Union démocratique et sociale pour le développement de la Cité" (SFIO-MRP-CNIP-UNR-RAD)
- Auguste Geysse, liste "Entente nationale" (DVD et RAP)

Résultats
- Premier tour

|                 | Liste                  | Résultats |           |
| Émile Jourdan   | PCF–CIR-PSU-SFIO diss. | 40,9 %    | Ballotage |
| Edgar Tailhades | SFIO-MRP-CNIP-UNR-RAD  | 39,3 %    | Ballotage |
| Auguste Geysse  | DVD-RAP                | 19,7 %    | Ballotage |

- Second tour

|                 | Liste                  | Résultats | Sièges                     |
| Émile Jourdan   | PCF-CIR-PSU-SFIO diss. | 45 %      | 37 (PCF 19, DVG 12, PSU 6) |
| Edgar Tailhades | SFIO-MRP-CNIP-UNR-RAD  |           |                            |
| Auguste Geysse  | DVD-RAP                |           |                            |

### Paris
Résultats
- Premier tour

| Liste                                                                | Résultats |           |
| Liste : “Union Démocratique” (PCF- SFIO-PSU-RDG)                     | 35,18 %   | Ballotage |
| Autres                                                               | 0,87 %    |           |
| Liste : “Liberté pour Paris” (MRP-CNIP)                              | 16,61 %   | Ballotage |
| Liste : “Union pour le Renoveau de Paris - URP” (UNR/UDT-CNIP diss.) | 38,17     | Ballotage |
| Liste : “P.A.R.I.S” (EXD)                                            | 9,17 %    |           |

- Second tour

| Liste                                                           | Résultats |                                             |
| Liste : “Union Démocratique” (PCF- SFIO-PSU-RAD)                |           | 38 élus (25 PCF, 2 PSU, 2 radicaux, 9 SFIO) |
| Liste : “Liberté pour Paris” (MRP-CNIP)                         |           | 13 élus                                     |
| Liste : "Union pour le Renoveau de Paris" (UNR/UDT -CNIP diss.) |           | 39 élus (dont 27 UNR)                       |

Pour cette élection, Paris est divisée en 14 secteurs : le premier rassemble les 4 premiers arrondissements du centre de la ville, le deuxième les 5e et 6e arrondissements, le troisième les 7e et 8e arrondissements et le quatrième les 9e et 10e. À partir du cinquième secteur, cela correspond aux arrondissements restants, le quatorzième secteur correspondant au 20e arrondissement.
Les listes de gauche l'emportent dans les 1er, 5e, 7e, 12e, 13e et 14e secteurs, celles soutenues par les gaullistes dans les 2e, 4e, 6e, 8e, 9e et 10e secteurs et les listes centristes dans les 3e et 11e secteurs. La défaite de la droite dans le 1e secteur est lié au maintien des centristes, ce qui profite à la gauche unie. C'est le secteur le plus concerné par le déplacement des Halles imposé par le gouvernement gaulliste, ce qui a pu nuire aux candidats soutenant ce dernier.
L'extrême droite a pu atteindre le 2e tour dans le 10e secteur en triangulaire, mais aussi dans le 2e où il y a une quadrangulaire.
L'élection du président de l'assemblée se fait au 3e tour, Albert Chavanac (URP) obtenant aux 2 premiers 39 voix, Pierre Giraud (SFIO) 38, Armand Massard (centriste) 13. Albert Chavanac est élu par 48 voix, 4 centristes refusant l'accord prévoyant de laisser la présidence aux centristes les deux années sur six.Le Conseil municipal de Paris de 1944 à 1977

### Privas
Maire sortant : Charles Gounon (RAD) : 1947-1965
Résultats
- Premier tour

|                    | Liste | Nombre de voix | Résultats | Sièges |
| Pierre-Marie Chaix | DVD   | 1 991          | 62,43 %   | 23     |
| Georges Bosveuil   | PCF   | 604            | 18,95 %   | 0      |
| André Oriol        | SE    | 594            | 18,62 %   | 0      |

- Premier tour : Inscrits : 4 389 - Exprimés : 3 189 - Nuls : 165

### Roubaix
Maire sortant : Victor Provo (SFIO) : 1945-1965
Résultats
- Premier tour

|              | Liste                                   | Résultats |
|              | PCF-PSU                                 | 20,15 %   |
| Victor Provo | Liste sociale-centriste (SFIO-MRP-CNIP) | 56,82 %   |
|              | UNR                                     | 23,01 %   |

### Toulouse
Maire sortant : Louis Bazerque (SFIO) : 1958-1965
Résultats
- Premier tour

|                | Liste                                          | Résultats |         |
| Jean Llante    | PCF-PSU                                        | 32 709    | 27,14 % |
| Louis Bazerque | Liste sociale-centriste (SFIO-RAD-MRP-CNIP/RI) | 62 305    | 51,70 % |
|                | UNR                                            | 25 488    | 21,15 % |